# Trinitrotoluè
El trinitrotoluè (TNT) o 2,4,6-trinitrometilbenzè (notació IUPAC) és un hidrocarbur aromàtic cristal·lí de color groc pàl·lid que es fon a 81 °C.
És un compost químic molt explosiu. S'utilitza sol o formant part d'unes quantes mescles explosives, com per exemple l'amatol, que s'obté barrejant TNT amb nitrat d'amoni. El trinitrotoluè s'obté a partir de la nitració del toluè (C₆H₅CH₃). La fórmula química és C₆H₂(NO₂)₃CH₃.
En forma refinada, el trinitrotoluè és bastant estable i, a diferència de la nitroglicerina, és relativament insensible a la fricció, als cops o a l'agitació. Explota quan un pes de 2 kg hi cau a sobre des de 35 cm d'altura (és a dir, 2 kg a 2,6 m/s, que equival a una energia de 6,86 joules). La temperatura d'explosió, quan és anhidre, és de 470 °C. Aquesta estabilitat permet d'emmagatzemar-lo durant un període relativament llarg. La detonació s'aconsegueix fent servir un detonador. En canvi, sí que reacciona amb àlcalis, a partir dels quals forma compostos inestables molt sensibles a la calor i a l'impacte.
L'explosió es produeix d'acord amb les següents reaccions:
C₆H₂(NO₂)₃CH₃ → 6CO + 2.5H₂ + 1.5N₂ + C
C₆H₂(NO₂)₃CH₃ → 6CO+0.5CH₄ + 0.5H₂ + 1.5N₂
L'explosió desprèn els següents gasos:
| Compost | Percentatge |
| CO₂     | 3.7%        |
| CO      | 70.5%       |
| H₂      | 1.7%        |
| N₂      | 19.9%       |
| C       | 4.2%        |